# (50000) Quaoar

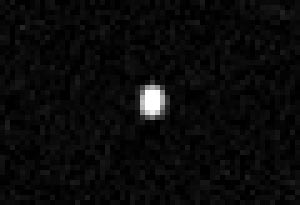
Imatge de Quaoar presa pel telescopi espacial Hubble

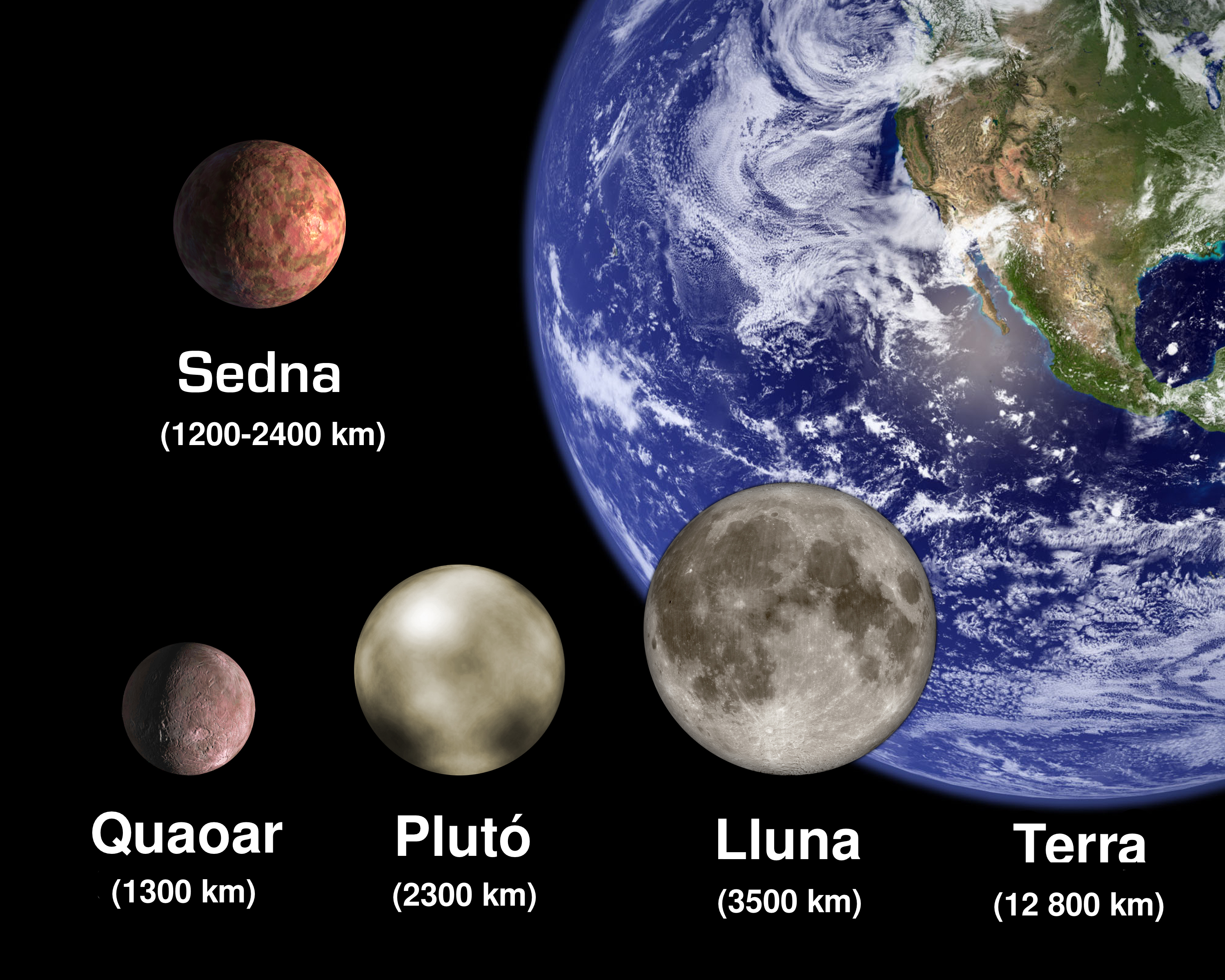
Comparació del diàmetre de Quaoar amb el d'altres cossos del sistema solar

(50000) Quaoar (anteriorment conegut per la seva designació provisional 2002 LM60; símbol: ) és un gran objecte transneptunià descobert el 2002. La seva òrbita és lleugerament més llunyana que la de Plutó, i probablement siguen també molt semblants quant a composició i estructura.
Va ser descobert el 4 de juny de 2002 des de l'observatori Palomar amb el telescopi Schmidt d'1,2 metres amb càmera CCD per Michael E. Brown i Chad Trujillo. Charles T. Kowal l'havia observat en els dies 17 i 18 de maig de 1983, sense reconéixer-lo.
També havia sigut albirat en diverses èpoques en els observatoris de Siding Spring i Haleakala-NEAT/MSSS. Amb totes estes observacions i mesures astromètriques, se'n pot calcular una òrbita prou precisa perquè se li haja adjudicat un nombre definitiu i anomenat amb el nom que els seus descobridors l'han batejat. El nom de Quaoar té el seu origen en el nom de la força de la creació adorada per la tribu Tongva, els pobladors originaris de la regió on hui se situa Los Angeles, prop de Pasadena, en què es troba la seu de l'Institut de Tecnologia de Califòrnia.
Té un diàmetre de 1.260+/-190 km, cosa que fa que la seva mida puga variar entre els 1.000 i 1.400 km segons els mètodes d'observació. Fins i tot és major que Caront (satèl·lit de Plutó, amb 1.186 km de diàmetre), i a més és aproximadament la meitat del diàmetre del mateix Plutó (2.320 km de diàmetre equatorial). Pertany al cinturó de Kuiper.

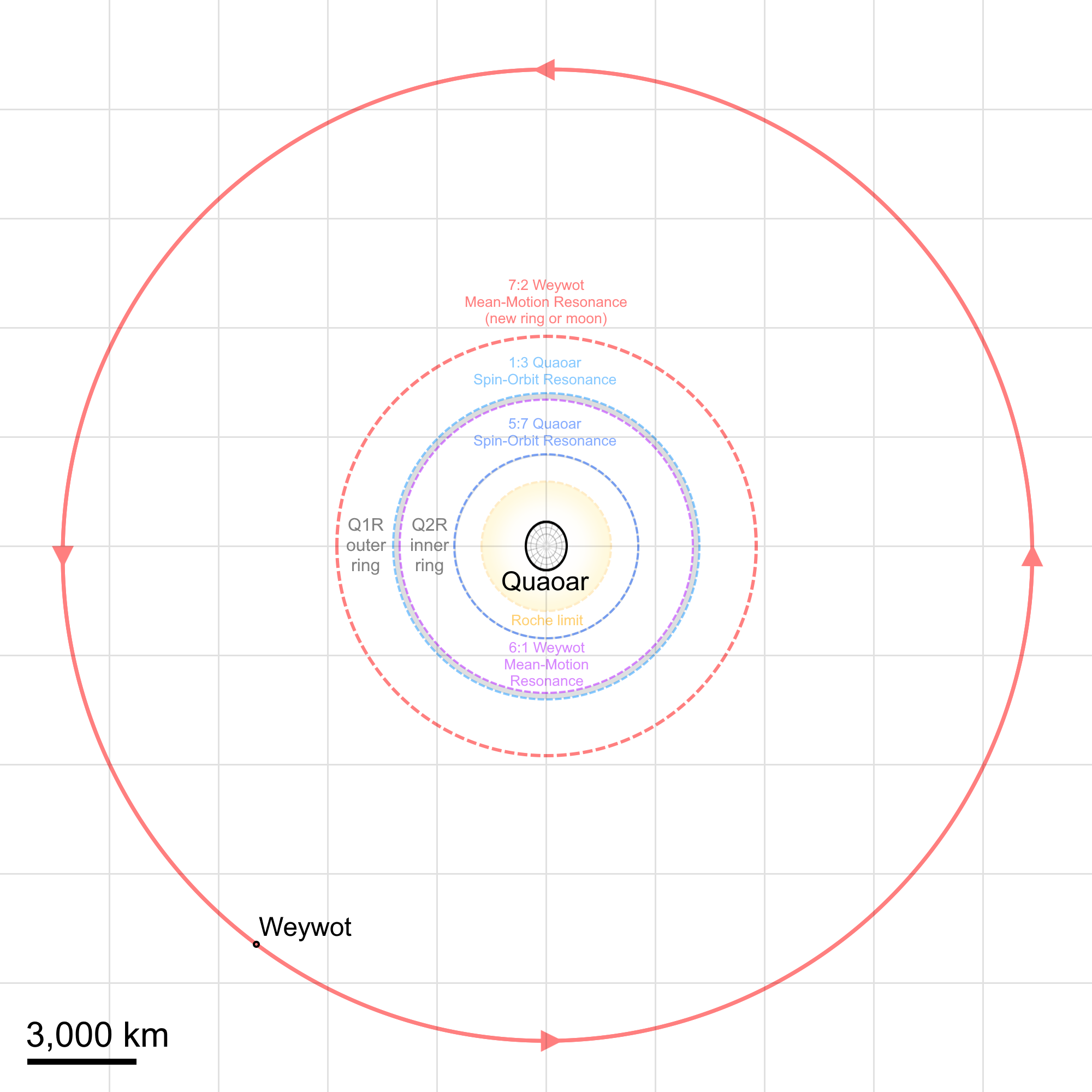
Quaoar i Weywot